# Handelsrecht
Het handelsrecht regelt de rechtsbetrekkingen tussen handelaren. In veel landen maakt het deel uit van het privaatrecht. Het kan zijn opgetekend in een aparte wet die onder het privaatrecht wordt gerekend of het kan geïntegreerd zijn in een algemeen wetboek.

## Geschiedenis van het handelsrecht
De oorsprong van het handelsrecht ligt in de middeleeuwen. De handel en welvaart leefden in die tijd weer op, nadat het na de val van het Romeinse Rijk in verval was geraakt. Het Romeinse recht, dat naast plaatselijk recht, gewoonterecht en canoniek recht algemeen werd toegepast, bood geen oplossing voor alle in die tijd moderne handelsbetrekkingen. Het kende bijvoorbeeld geen regelingen voor kredieten, vervoer en faillissement.
Het middeleeuwse beroeps- en bedrijfsleven organiseerde zich in gildes. Het bestuur van deze gildes kreeg de bevoegdheid om binnen het gilde wetgeving op te stellen en recht te spreken. Deze wetgeving ontwikkelde zich tot een van de oudste vormen van internationaal recht. Kooplieden vonden het van belang dat handelswetgeving niet slechts plaatselijk gold zoals toen gebruikelijk was, maar internationaal gelijkluidend was. Vanuit het zuiden van Europa en via de Hanzesteden breidde het internationale handelsrecht zich over de andere staten uit. Het gold uitsluitend voor kooplieden, en had geen betrekking op anderen.
De Franse Revolutie maakte een einde aan de gildes. Napoleon voerde in Frankrijk en in de door hem veroverde gebieden zijn codificatie van het privaatrecht in: de Code Napoléon. Hoewel hij daarmee rechtseenheid in al zijn gebieden voorstond, bevatte de Code Napoléon geen bepalingen van handelsrecht. Hij voerde als afzonderlijke handelswetgeving daarom de Franse Code de commerce in, en er bleef daardoor een uitsluitend voor kooplieden bestaand deel van het privaatrecht bestaan.
In diverse landen hebben sindsdien de inzichten rond het handelsrecht en het privaatrecht zich verder ontwikkeld. Een aantal landen hebben een einde gemaakt aan het bestaan van een apart handelsrecht, en integreerden het geheel in het algemene burgerlijk wetboek. Zwitserland is daarvan een voorbeeld. Andere landen, zoals Oostenrijk, kennen nog steeds een volledig zelfstandig handelsrecht.

## Handelsrecht in België
België kende tot 2018 een afzonderlijk handelsrecht. Voor een welomschreven categorie van handelaars of daden van koophandel gold een afzonderlijk wetboek van koophandel. Over het algemeen was de bewijsvoering onder handelaars soepeler en gemakkelijker. Er waren afzonderlijke rechtbanken van koophandel, ook handelsrechtbanken genoemd. Dit zijn vandaag de dag de ondernemingsrechtbanken.
De faillissementswetgeving was enkel van toepassing op handelaars, en enkel zij konden failliet verklaard worden. Voor niet-handelaars bestond een alternatieve insolventieprocedure, namelijk de collectieve schuldenregeling. De wet betreffende de continuïteit van de ondernemingen van 2009 verleende handelaars ook toegang tot bepaalde beschermingsmaatregelen tegenover schuldeisers, al staan deze ook open voor bepaalde juridische personen die strikt genomen geen handelaar zijn.
Het handelsregister valt onder deze regelgeving en oorspronkelijk ook de boekhoudwetgeving.
Een nauwkeurige opsomming van wat handelaars zijn werd gegeven in de eerste artikelen van het Belgische Wetboek van Koophandel. Het wetboek sprak overigens nog van kooplieden.
Zeer vereenvoudigd kwam het hier op neer dat industrie (de secundaire sector) en handel (de tertiaire sector) onder het handelsrecht vielen, terwijl landbouw, mijnbouw en visserij (de primaire sector) alsook de vrije beroepen onder het burgerlijk recht vielen.
Alle vennootschappen, zoals beschreven in het Wetboek van vennootschappen, hadden ofwel een handelsactiviteit, ofwel een burgerlijke activiteit. Een vennootschap van advocaten bijvoorbeeld was dus een burgerlijke vennootschap, een vennootschap die bouwwerken doet was een handelsvennootschap. In beide gevallen kon het om dezelfde rechtsvorm gaan, bijvoorbeeld een bvba.

## Handelsrecht in Nederland
Nederland heeft een Wetboek van Koophandel, dat in 1838 werd ingevoerd ter vervanging van de Franse Code de Commerce. Het in 1809 onder Lodewijk Napoleon ontworpen Wetboek van Koophandel werd niet overgenomen, maar diende wel als inspiratiebron voor het Wetboek van 1838.
Het Nederlandse Wetboek van Koophandel maakt deel uit van het privaatrecht, naast het Burgerlijk Wetboek en een aantal speciale wetten. Het heeft daar een speciale plaats, doordat het in fasen wordt ondergebracht in het Burgerlijk Wetboek. Deze transitie wordt in fasen uitgevoerd. In 1976 werd het vennootschapsrecht overgebracht naar Boek 2 BW, en in 1991 verhuisde het vervoers- en zeerecht naar Boek 8 BW. Op den duur zal het hele Nederlandse Wetboek van Koophandel zijn overgebracht naar het Burgerlijk Wetboek.
aanbod · aandeel · balans · bank · bedrijf · bedrijfsvorm · belegging · beroep · centrale bank · deflatie · economisch model · economische groei · effectenbeurs · elasticiteit · geld · handel · handelsoorlog · handelsrecht · handelsregister · inflatie · kartel · kredietcrisis · Kamer van Koophandel · lening · marketing · markt · marktaandeel · markteconomie · marktfalen · marktwerking · mededinging · modaal inkomen · monopolie · monopolistische concurrentie · monopsonie · oligopolie · omzetbelasting · overheidsfalen · perfecte markt · prijs · prijsafspraak · solvabiliteit · staatsbankroet · staatsschuld · vraag · volkomen concurrentie